# Forchheim (Alta Francónia)
Forchheim é uma cidade da Alemanha, capital do distrito de Forchheim, na região administrativa da Alta Francónia, estado da Baviera.